# Frédéric Chaslin

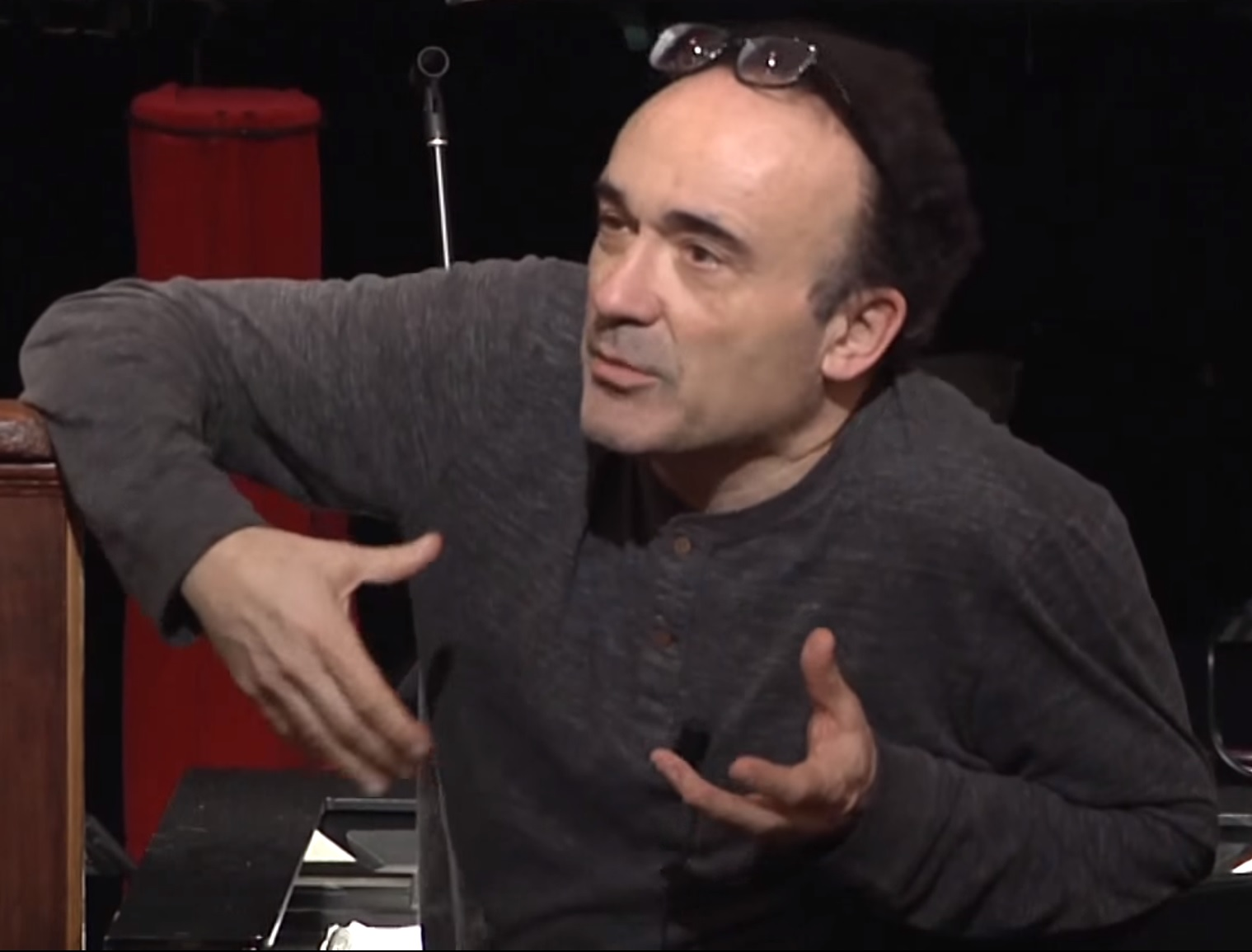
Frédéric Chaslin, 2016

Frédéric Chaslin (* 1963 in Paris) ist ein französischer Komponist, Dirigent und Pianist.

## Leben
Er war von 1991 bis 1994 Generalmusikdirektor der Opéra de Rouen, von 2004 bis 2006 Generalmusikdirektor des Nationaltheaters Mannheims, von 2010 bis 2013 Chefdirigent der Santa Fe Opera (USA) und von 2011 bis 2019 Musikdirektor des Jerusalem Symphony Orchestra.
Chaslin erhielt seine Ausbildung am Conservatoire de Paris sowie am Salzburger Mozarteum. 1989 begann er seine Karriere als Assistent von Daniel Barenboim in Paris und bei den Bayreuther Festspielen. Von 1989 bis 1991 war er Assistent von Pierre Boulez beim Ensemble intercontemporain. Sein internationales Debüt als Dirigent gab Chaslin 1991 beim Festspiel Wien Modern, als Boulez kurzfristig absagen sollte.
Von 1993 bis 1996 dirigierte er bei den Bregenzer Festspielen. An der Wiener Staatsoper debütierte er 1997, wo er seitdem über 200 Vorstellungen dirigierte. Dort leitete er viele Aufführungen vor allem des italienischen Repertoires, etwa Il barbiere di Siviglia, La Bohème, L’elisir d’amore, Guillaume Tell, Lucia di Lammermoor, Macbeth, Tosca, La traviata, I puritani, Roberto Devereux, Stiffelio und Mefistofele sowie Les contes d’Hoffmann und La Juive.
2002 debütierte er an der New Yorker Metropolitan Opera, wo er fünf Produktionen dirigierte. Gastauftritte führten ihn unter anderem nach Berlin, München, Leipzig, Madrid, Barcelona, Rom, Venedig, Paris, London, Los Angeles und Tokio. Als Pianist spielte Chaslin zahlreiche Konzerte und Liederabende, u. a. das 5. Klavierkonzert von Beethoven in der Wiener Staatsoper im Oktober 2001.
In der Spielzeit 2016/2017 debütierte er an der Dresdner Semperoper mit einer neuen Produktion von Hoffmanns Erzählungen.
Außerdem dirigierte Frédéric Chaslin seit 2016/2017 neben zahllosen Vorstellungen an der Wiener Staatsoper unter anderem mehrere Produktionen am Teatro Comunale di Bologna (Carmen, Aida (Oper) und Cavalleria rusticana/Pagliacci) und an der Opéra Royal de Wallonie (La Bohème, Mignon (Oper) und Lakmé). Er leitete außerdem Produktionen von Werther (Massenet) am Royal Opera House Muscat und in Bergen, Hoffmanns Erzählungen an der Königliche Oper (Kopenhagen), Don Giovanni an den Chorégies d’Orange, Il barbiere di Siviglia bei den Savonlinna-Opernfestspielen, Faust (Gounod) am Teatro La Fenice, Carmen an der Opéra de Monte Carlo, Tosca am Brüsseler Opernhaus La Monnaie/De Munt, Die tote Stadt beim Enescu Festival in Bukarest, La fille du régiment am Teatro Lirico di Cagliari und eine Neuproduktion von La Gioconda am Teatro alla Scala, wo er 2023 auch Hoffmanns Erzählungen dirigiert. Daneben dirigierte er zahlreiche Symphoniekonzerte.

## Werke
Frederic Chaslin komponierte drei Opern, darunter Wuthering Heights nach Emily Brontës Roman Sturmhöhe zu einem Libretto von P. H. Fisher. Diana Damrau hat die „Vocalise“ daraus in ihrer CD Diana Forever aufgenommen.
Außerdem schrieb er zahlreiche Lieder und Orchesterstücke.
Chaslin hat ein Buch über zeitgenössische Musik geschrieben, Auf der Suche nach dem neuen Klang, und einen Roman über Gustav Mahler, On achève bien Mahler.

## Schriften
- Auf der Suche nach dem neuen Klang. Zeitgenössische Musik seit Johann Sebastian Bach. Aus dem Französischen übersetzt von Ulrike Kolb. (Originaltitel: La musique dans tous les sens). Böhlau, Wien u. a. 2011, ISBN 978-3-205-78614-6